# Tango (film 1993)
Tango – francuska komedia z 1993 roku w reżyserii Patrice'a Leconte'a.

## Obsada
- Philippe Noiret jako Elegant
- Richard Bohringer jako Vincent Baraduc
- Thierry Lhermitte jako Paul
- Carole Bouquet jako Gość - Kobieta
- Jean Rochefort jako Bellhop
- Miou-Miou jako Marie
- Judith Godrèche jako Madeleine
- Maxime Leroux jako Mariano Escobar
- Michèle Laroque jako Hélène Baraduc
- Jean Benguigui jako Lefort
- Ticky Holgado jako Serveur
- Élodie Bouchez jako dziewczyna w samolocie